# L'Accordéoniste
L'Accordéoniste (Dragspelaren) är en fransk sång av Michel Emer, skriven i februari 1940, strax innan han skulle bege sig till fronten. Emer gav den till Édith Piaf och hon sjöng den omedelbart till kompositörens ackompanjemang.

## Med andra artister
- Sapho på Sapho Live au Bataclan 1986.
- Ute Lemper på Illusions 1992.
- Claude Nougaro på Plume d'Ange 1977.